# Ленинский район (Бишкек)
Ленинский райо́н (кирг. Ленин району) — один из четырёх внутригородских районов Бишкека — столицы Кыргызстана. Занимает северо-восточную часть города. Охватывает юго-западную часть города и включает поселок городского типа Чон-Арык и село Орто-Сай.
В 2009 году его постоянное население составляло 198 019 человек.
Площадь района — 5993 га. Ленинский район расположен в юго-западной части города Бишкек в границах улиц:
- на западе: ул. Абаканская и границы ж/м Ала-Тоо, Ак-Ордо, Ак-Орго, Арча-Бешик
- на юге: границы ж/м Ак-Орго, Арча-Бешик, Орок и Чон — Арыкского поселкового окмоту, Шота Руставели, старый Аэропорт, Политех.
- на востоке: границы Чон-Арыкского поселкового окмоту, пр. Мира, ул. Манаса до пр. Жибек-Жолу.
- на севере: пр. Жибек-Жолу от ул. Манаса, бул. М.Гвардии, ул. Рыскулова, пр. Дэн Сяопина до ул. Абаканской.

В район входят 1-5 МТУ.

## Экономика
Всего в Ленинском районе дислоцированы 76 промышленных предприятия.
Из них:
- пищевая промышленность — 19;
- легкая промышленность — 15;
- машиностроение — 3;
- полиграфическая промышленность — 10;
- химическая — 5;
- деревообрабатывающая промышленность — 4;
- энергетика — 5;
- производство резиновых и пластмассовых изд. — 7 и прочие.

А также более 1400 объектов торговли и обслуживания.
Промышленность района представлена такими предприятиями как: АО «БМЗ», ГП «БШЗ», ЗАО «Кока-кола», АО «АРПА», ЗАО «Акун», АО «Бишкекстройматериалы», АООТ «Бишкек мелькомбинат», АО «Поли бетон», ОНХП «Кыял», АО «Эльвест», а также предприятиями свободная Экономическая зона СЭЗ или бывший ВДНХ г. Бишкек.

## Инфраструктура
На территории района расположены 16 лечебных учреждений.
Искусство Ленинского района представлено Кыргызской Государственной Филармонией, телетеатром, «Учур», театром «Тунгуч».
Всего в районе 6 учреждений культуры.
На территории Ленинского района дислоцированы посольства США, КНР, Казахстана, Белоруссии.

## Население

### Этнический состав
Согласно переписи населения от 2009 года, этнический состав (постоянно проживающего) населения Октябрьского района был следующим:
| Этнический состав | %      |
| ----------------- | ------ |
| Киргизы           | 75.4 % |
| Русские           | 17.6 % |
| Татары            | 0.9 %  |
| Казахи            | 0.9 %  |
| Узбеки            | 0.8 %  |
| Корейцы           | 0.8 %  |
| другие            | 3.6 %  |